# Réticuline
 (décembre 2017).
Si vous disposez d'ouvrages ou d'articles de référence ou si vous connaissez des sites web de qualité traitant du thème abordé ici, merci de compléter l'article en donnant les références utiles à sa vérifiabilité et en les liant à la section « Notes et références ».
Cet article concerne la fibre des matrices extra-cellulaires. Pour l'alcaloïde du pavot, voir Réticuline (alcaloïde).
La réticuline est une protéine qui entre dans la composition des fibres des matrices extracellulaires, on la trouve en particulier dans les tissus hématopoïétiques, mais aussi dans le rein, le foie les glandes endocrines et les tissus et organes du système lymphatique. Elle mesure de 30 à 40 nm de diamètre et forme un réseau relativement fin autour des vaisseaux sanguins, autour des cellules musculaires, autour des cellules adipeuses ; et constituent la charpente de certains organes sur laquelle repose le parenchyme des organes. C'est le tout premier type de fibre produit au cours de l'histogenèse. La réticuline est aussi synthétisée par un composant de la matrice extracellulaire possédant une activité biologique moindre : le fibroblaste.
La réticuline est l'une des 25 formes de collagène existantes. C'est une variante des fibres de collagène de type 3. Les fibres de collagène formées avec de la réticuline[style à revoir] sont nommés : fibres de réticuline. Elles présentent donc la même striation caractéristique en microscopie électronique. Elles forment des fibrilles plus fines que les fibres de collagène, fibres de collagène immatures qui sont indépendantes les unes des autres, mais semblent sur une image de microscopie former un réseau grillagé : on dit qu'elles sont apparemment anastomosées. Elles possèdent un rôle contractile.
La mise en évidence s'effectue par coloration ou par imprégnation argentique.